# John Dew
John Dew (* 1. Juni 1944 in Santiago de Cuba, Kuba) ist ein britischer Opernregisseur und Intendant.

## Leben
John Dew wuchs in New York City auf, wo er auch Kunstgeschichte und Bühnenbild studierte. In den Jahren 1982 bis 1995 war er am Theater Bielefeld Oberspielleiter der Oper. Dort wurde er vor allem durch seine „Ausgrabungen“ von Opern, die lange nicht gespielt worden waren, bekannt, auch einige Uraufführungen brachte Dew heraus. In Bielefeld begann seine enge Zusammenarbeit mit dem Dramaturgen Paul Esterházy sowie mit dem Ausstatter Gottfried Pilz.
Von 1995 bis 2001 war Dew Generalintendant am Theater Dortmund, seit 2004 leitete er das Staatstheater Darmstadt, wo er 2014 von Karsten Wiegand abgelöst wurde.
Seit Beginn seiner Intendanz in Darmstadt hat er sich für Aufführungen aus dem Werk Carl Orffs besonders eingesetzt. Diese waren: Antigonae, Oedipus der Tyrann, Die Kluge, Carmina Burana und im Januar 2010 die Uraufführung von Orffs Jugendwerk Gisei aus dem Jahre 1913 sowie De temporum fine comœdia aus dem Jahr 1973.
John Dew wurde 2002 für seine Verdienste um die französische Oper zum Officier de l' ordre des Arts et des Lettres ernannt. Außerdem erhielt er für seinen Einsatz für während der Nazi-Zeit verbotene Werke die Bielefelder Seidenweber-Medaille.